# Aïna
Aïna (francuski: Rivière Aïna) je rijeka u Gabonu i Kamerunu. Izvire u Gabonu, većim dijelom čini granicu između Kameruna i Gabona, a sutokom s Lélé tvori rijeku Ivindo.
Domaći pigmeji uz rijeku bili su zapaženi kao neki od rijetkih koji su koristili biljku Strophanthus tholonii kao sastojak svog otrova za strijele; druge vrste Strophanthus se češće koriste. 